# Kristiansund BK
Kristiansund BK, grundad 2 september 2003, är en norsk fotbollsklubb från Kristiansund. Fotbollsklubben kom till efter att man slagit ihop två klubbar, Clausenengen och Kristiansund fotbollsklubbar. Klubben startade sin första säsong, 2004-säsongen, i division 3. 2006 stiftades supporterklubben Uglan. Den 23 oktober 2016 blev klubben klar för Eliteserien i Norge.

## Spelare

### Spelartrupp
| Nr | Land      | Pos | Namn                   |
| -- | --------- | --- | ---------------------- |
| 1  | USA       | MV  | Michael Lansing        |
| 3  | Danmark   | F   | Frederik Flex          |
| 4  | Norge     | F   | Marius Olsen           |
| 5  | Norge     | F   | Dan Peter Ulvestad     |
| 6  | Frankrike | F   | Axel Guessand          |
| 7  | Nigeria   | A   | Mustapha Isah          |
| 8  | Norge     | MF  | Ruben Alte             |
| 9  | Norge     | A   | Sander Kilen           |
| 10 | Danmark   | MF  | Rezan Corlu            |
| 11 | Norge     | A   | Franklin Nyenetue      |
| 12 | Norge     | MV  | Adrian Sæther          |
| 15 | Norge     | F   | Mikkel Rakneberg       |
| 16 | Norge     | MF  | David Tufekcic         |
| 17 | Norge     | F   | Max Normann Williamsen |

| Nr | Land    | Pos | Namn                                   |
| -- | ------- | --- | -------------------------------------- |
| 18 | Norge   | MF  | Niklas Ødegård                         |
| 19 | Norge   | A   | Leander Alvheim                        |
| 20 | Nigeria | MF  | Wilfred Igor                           |
| 21 | Serbien | F   | Igor Jeličić                           |
| 22 | USA     | F   | Ian Hoffmann (lån från Lech Poznań)    |
| 24 | Norge   | A   | Awet Alemseged                         |
| 25 | Senegal | A   | Alioune Ndour (lån från Zulte Waregem) |
| 27 | Norge   | MF  | Adrian Kurd Rønning                    |
| 29 | Norge   | A   | Marius Weidel                          |
| 30 | Senegal | MV  | Serigne Mbaye                          |
| 33 | Norge   | A   | Haakon Haugen                          |
| 34 | Norge   | MF  | Andreas Bakeng-Rogne                   |
| 35 | Norge   | F   | Isak Aalberg                           |
| 40 | Norge   | MV  | Sander Rød                             |